# Dirección General de Intendencia de la Armada
La Dirección General de Intendencia de la Armada (DGIT) es un organismo superior de la Armada Argentina con asiento en Retiro (CABA) y bajo la dependencia orgánica del Estado Mayor General de la Armada.

## Reseña
Fue creada el 1 de enero de 2011 en la modificación de la estructura orgánico-funcional de conducción superior de las Fuerzas Armadas de la Nación, por resolución n.º 1633/2010 del Ministerio de Defensa.

## Organización
- Dirección General de Intendencia de la Armada (DGIT). Asiento: Retiro (CABA).
  - Dirección de Abastecimientos de la Armada (DIAB). Asiento: Retiro (CABA).
  - Dirección de Obtención de la Armada (DIOB). Asiento: Retiro (CABA).